# 모드 와일러
모드 빌레르(프랑스어: Maud Wyler, 1982년 12월 14일 ~ )는 프랑스의 배우이다.

## 출연 작품

### 영화
- 하이 레인 (2009)